# 磁碟區陰影複製服務
磁碟區陰影複製服務（英語：Volume Shadow Copy Service）是微軟Windows的一项元件服務，從Windows Server 2003開始支援。
磁碟區陰影複製服務是一項定時為磁碟區作複製的服務。服務會在磁碟區新增一個名為「陰影複製」（Shadow Copy）的選項。這服務可為離線用戶提供離線檔案服務。
欲使用這項技術，檔案系統必須為NTFS或ReFS才可建立和儲存磁碟區陰影區複製。磁碟區陰影區複製可以由任何使用此技術的Windows原建在本機或外接磁碟（卸除式磁碟或網路磁碟）上建立。舉例而言，排程的Windows備份或系統還原點時會用到此技術。

## 總覽
VSS在塊層級上執行。
儲存磁碟區陰影區複製(快照)有兩個主要目的：它確保備份可持續進行，即確保當備份進行時檔案內容無法改變；另外，它也避免檔案被佔用的問題。藉由建立一份磁碟區的唯讀備份，備份軟體得以存取任何檔案而不會與也正在寫入這些相同檔案的其他軟體衝突。
檔案複製（備份）的過程可由檔案系統或特定硬體來處理，若是後者，VSS硬體供應商將提取（abstract）其功能給作業系統。應用程式亦可提供對VSS的支援。
支援VSS的Windows軟體和服務包括Windows備份與還原、Hyper-V、Virtual Server、Active Directory、Microsoft SQL Server、Exchange Server、SharePoint。
建立快照後結果類似於版本控制系統。不同的是，使用者只能對整個磁碟區做快照，而不能只對個別檔案。其副作用是，雖然檔案擁有者可在檔案版本系統中建立該檔案的新版本，但只有系統管理員或備份執行者可以建立新快照（或控制何時建立新快照），因為這需要控制整個磁碟區而非個別檔案。此外許多檔案版本系統（例如VMS ）在每一次檔案發生變更後即立刻儲存一份該檔案的備份：而像Windows一樣利用快照方式的系統只會定期記下硬碟的狀態。

## 歷史
Windows XP 和 Server 2003
磁碟區快照服務第一次新增到Windows XP中；此版本的VSS被NTBackup使用，然而它只能建立非永久的快照（一種暫時性的快照，通常用於建立檔案備份，或複製正在被其他應用程式佔用中的檔案。後者較為常見。）NT Backup用其專利的BKF格式永久儲存磁碟區陰影區複製。
建立永久性快照的功能自Windows Server 2003起新增到Windows中，它可以允許最多512個對同磁碟區的快照同時存在。這些永久性快照即使重新開機也不會消失，除非被系統刪除。在Windows Server 2003中VSS因此用來建立定期增量（incremental）快照，記下檔案隨時間的變化。透過網路分享，最多可有64個快照儲存在伺服器端並可由客戶端存取。此功能叫做Shadow copies for Shared Folders，是主從式架構的設計之一。Shadow copies for Shared Folders客戶端軟體之安裝基本需求為Windows 2000、Windows XP RTM和Windows XP SP1。此Windows 32位元版客戶端軟體可從伺服器端或者微軟網頁下載。自Windows XP SP2起，此客戶端軟體內建於Windows中。Windows XP以上的系統內建一命令提示列工具叫做vssadmin，可以列出、建立或刪除磁碟區陰影區複製並列出已安裝的陰影區複製提供者（provider）。
Windows Vista、 7 和Server 2008
許多微軟Windows的元件已更新以應用磁碟區陰影區複製。Windows Vista、Windows Server 2008、Windows 7和Windows Server 2008 R2中的備份與還原中心利用磁碟區陰影區複製進行以檔案和磁區為基礎（file-based and sector-by-sector） 的備份。「系統還原」功能也使用了VSS建立定期的系統和使用者資料備份，儲存在同磁碟區（和Windows Sever 中的Shadow Copies for Shared Folders類似，但使用者可透過系統還原來存取備份）
系統還原可將系統回復到前一個陰影區複製（叫做還原點）的狀態。在Windows Vista以前，系統還原的做法是監測特定檔案格式的變化，並在它們被複寫前備份一份。此外，Windows檔案總管中叫做「先前的版本」的功能可讓使用者從之前的還原點中取回任一檔案或資料夾，由此取得該檔案先前的版本或還原誤刪檔案。最後，Windows Server 2008引入了diskshadow工具，可以以20種不同的命令操作VSS的功能。
陰影區複製每日自動產生一次，或手動由備份軟體、安裝檔觸發建立還原點。「先前的版本」可在Windows Vista 商用版、企業版和旗鑑版以及 Windows 7任何版本中使用。 Vista家庭版缺少此功能,但磁碟快照服務依然包含於其中,並正在執行。
使用第三方軟體亦可還原某檔案先前的版本。有些此類軟體更可讓使用者自訂定時建立快照的間隔時間、設定陰影區複製佔用磁碟空間的上限、以及不同時間點的快照比對其檔案或資料夾的變化。Windows 7亦原生支援以圖形化介面設置陰影區佔用儲存空間的上限。
Windows 8 和Server 2012
在Windows 8中，永久性的陰影區複製已不存在。因此藉由「內容」視窗中「先前的版本」瀏覽、搜尋和/或復原檔案舊版本的功能已經移除。不過此功能在 Windows Server 2012中仍保留著。
Samba Server
Linux上的Samba伺服器可在LVM儲存裝置上提供陰影區複製的服務。

## 相容性
雖然不同版本的NTFS檔案系統對其新版和舊版有一定的相容性，但當舊版的Windows(Windows Vista以前)掛載存有永久性陰影區複製的NTFS磁碟區時，仍存在著一些問題，這將影響雙重作業系統以及外接硬碟。特定的說，當舊版的作業系統掛載新的NTFS磁碟區，該磁碟區的陰影區複製將被刪除，因為較舊的作業系統無法辨識較新版永久性陰影區複製的格式。